# Ganggu
Ganggu (kinesiska: 缸顾, 缸顾乡) är en socken i Kina. Den ligger i provinsen Jiangsu, i den östra delen av landet, omkring 150 kilometer nordost om provinshuvudstaden Nanjing. Antalet invånare är 14199. Befolkningen består av 7 097 kvinnor och 7 102 män. Barn under 15 år utgör 14,0 %, vuxna 15-64 år 70 %, och äldre över 65 år 14,0 %.
Genomsnittlig årsnederbörd är 1 041 millimeter. Den regnigaste månaden är juli, med i genomsnitt 248 mm nederbörd, och den torraste är januari, med 19 mm nederbörd.